# Mucropetraliella ovifera
Mucropetraliella ovifera är en mossdjursart som beskrevs av Maplestone 1913. Mucropetraliella ovifera ingår i släktet Mucropetraliella och familjen Petraliellidae. Inga underarter finns listade i Catalogue of Life.